# Domani è troppo tardi
Domani è troppo tardi è un film del 1950 diretto da Léonide Moguy.

## Trama
Mirella è un'adolescente introversa e incompresa, proveniente da una famiglia modesta, ma dignitosa; è segretamente innamorata di Franco, che però sembra preferire compagne più donne.
Terminata la fatica scolastica, i due giovani si ritrovano nella stessa colonia per trascorrere il periodo estivo. Piano piano si instaura tra i due un'apparente simpatia, in realtà amore, che li porta a fidarsi l'uno dell'altra e, durante un'escursione, sorpresi da un violentissimo temporale, si rifugiano in una specie di casolare abbandonato. Tutti e due sono bagnati fradici, così Franco accende un fuoco e invita Mirella a togliere almeno la camicetta per farla asciugare.
L'imbarazzo della fanciulla è evidente e palpabile, ma, di fronte all'insistenza di Franco, la toglie e di lì a poco scambia il suo primo bacio con la persona di cui è innamorata. Poi i giovani prendono sonno e si risvegliano per il tramestio che sentono nelle vicinanze. Mirella è spaventata perché, pur sapendo di non aver commesso nulla di male, teme le reazioni della direttrice della colonia, che infatti la sgrida duramente.
La ragazza viene trasportata in infermeria in preda a forti febbri che la fanno delirare; quando vede Franco che, eludendo la sorveglianza, vuole sapere da lei come sta, inveisce contro di lui, ritenendo che abbia attentato al suo onore. Poi Mirella riceve la notizia dell'arrivo dei genitori e, a quel punto convinta di aver commesso l'irreparabile, fugge fino al lago e vi si getta dentro.
Scattano le ricerche e sarà proprio Franco a salvarla, dichiarando poi l'innocenza della ragazza e il suo amore per lei.

## Distribuzione
Il film venne distribuito nelle sale cinematografiche italiane il 21 settembre del 1950.

## Accoglienza
Appartenente al filone dei melodrammi sentimentali, comunemente detto strappalacrime (ed in seguito indicato con il termine neorealismo d'appendice dalla critica), allora molto in voga in Italia tra il pubblico (seppur malvisto dalla critica cinematografica del tempo), incassò 783.000.000 di lire dell'epoca, risultando così il secondo maggior incasso al botteghino italiano della stagione cinematografica 1950-1951 (preceduto solo da Gli ultimi giorni di Pompei di Marcel L'Herbier e Paolo Moffa) e lanciò la carriera della protagonista Anna Maria Pierangeli (che per questa interpretazione vinse il Nastro d'argento come miglior attrice protagonista), e che poco tempo dopo approdò anche ad Hollywood.
A seguito del successo ottenuto, il regista Moguy realizzò l'analogo Domani è un altro giorno, sempre con protagonista la Pierangeli, uscito pochi mesi dopo.
Il film detiene ad oggi il 50º posto nella classifica dei film italiani più visti di sempre con 7 727 192 spettatori paganti.

## Riconoscimenti
- Nastri d'argento 1951
  - Nastro d'argento alla migliore attrice protagonista ad Anna Maria Pierangeli.